# ヤマニンバリメラ
ヤマニンバリメラは、1970年代を中心に中央競馬で走った日本の競走馬。重賞は未勝利に終わったが、当時の中央競馬としてもめずらしい通算100戦出走の大台達成なるかで注目を集めた。

## 来歴
1973年9月23日に初出走し、4戦目で初勝利を挙げる。1974年以降はコンスタントに年10戦以上を消化した。ただし夏負けする体質のため8月の前後は休養にあてられた。本馬を管理した調教師の浅見国一は、本馬が息長く走れた秘訣について「とりたててはないと思っている」としながらも、「疲労の激しい真夏のレースを使えなかったことがよかったのではないかな」と述べている。
重賞を含めた特別競走への出走は82回を数え、“生ずるい”気性の追い込み脚質ながら10勝、2着13回、3着12回、4着11回、5着9回と堅実な成績を残した。なかでも芝コースの長距離と道悪、ダートコースを得意としていた。京都、阪神、中京の3競馬場で集中してレースに使われたが、中央競馬招待競走出走のため大井競馬場へも2度にわたり遠征した。騎手は7勝を挙げた池江泰郎を筆頭に、田島良保や日高三代喜らが騎乗した。
旧表記にして10歳となる1980年までレースに出走した。一時期裂蹄に悩まされた以外は大きなけがもなくきていたが、同年5月3日に通算99戦目となるエメラルドステークス（1700万円以下条件）への出走後、3度目の大井競馬場遠征を前にして、左前脚に屈腱炎を発症。このとき引退が検討されたが、NHKで取り上げられたり、ファンクラブが結成されるといった現象もあり、調教師も悩んだ末の現役続行となった。放牧休養を経て、翌1981年3月の末に栗東トレーニングセンターに戻り調教を再開したものの、間もなく屈腱炎を再発したため、レースへの復帰ならず引退。同年4月26日、大阪府立大学の馬術部に引き取られていった。

## おもな競走成績
- 1976年
  - 阪急杯3着、中央競馬招待競走2着
- 1977年
  - 金鯱賞2着
- 1978年
  - 第25回日本経済新春杯7着、中央競馬招待競走2着、第66回京都記念3着
- 1979年
  - 阪神大賞典3着

当時春と秋の年2回行われていた京都記念には合計6回出走した。八大競走には出走していない。

## 血統表
| ヤマニンバリメラの血統ネアルコ系 / Blandford 4×5=9.38% | ヤマニンバリメラの血統ネアルコ系 / Blandford 4×5=9.38% | ヤマニンバリメラの血統ネアルコ系 / Blandford 4×5=9.38% | （血統表の出典）           | （血統表の出典） |
| 父 *バリメライス Ballymarais 1962 栗毛                 | 父の父Ballymoss 1954 栗毛                              | Mossborough                                            | Nearco                     | Nearco           |
| 父 *バリメライス Ballymarais 1962 栗毛                 | 父の父Ballymoss 1954 栗毛                              | Mossborough                                            | All Moonshine              |                  |
| 父 *バリメライス Ballymarais 1962 栗毛                 | 父の父Ballymoss 1954 栗毛                              | Indian Call                                            | Singapore                  | Singapore        |
| 父 *バリメライス Ballymarais 1962 栗毛                 | 父の父Ballymoss 1954 栗毛                              | Indian Call                                            | Flittemere                 |                  |
| 父 *バリメライス Ballymarais 1962 栗毛                 | 父の母Skylarking 1950 栗毛                             | Precipitation                                          | Hurry On                   | Hurry On         |
| 父 *バリメライス Ballymarais 1962 栗毛                 | 父の母Skylarking 1950 栗毛                             | Precipitation                                          | Double Life                |                  |
| 父 *バリメライス Ballymarais 1962 栗毛                 | 父の母Skylarking 1950 栗毛                             | Woodlark                                               | Bois Roussel               | Bois Roussel     |
| 父 *バリメライス Ballymarais 1962 栗毛                 | 父の母Skylarking 1950 栗毛                             | Woodlark                                               | Aurora                     |                  |
| 母 ヤマサチ 1960 鹿毛                                  | 母の父トサミドリ 1946 鹿毛                             | *プリメロ                                              | Blandford                  | Blandford        |
| 母 ヤマサチ 1960 鹿毛                                  | 母の父トサミドリ 1946 鹿毛                             | *プリメロ                                              | Athasi                     |                  |
| 母 ヤマサチ 1960 鹿毛                                  | 母の父トサミドリ 1946 鹿毛                             | *フリツパンシー                                        | Flamboyant                 | Flamboyant       |
| 母 ヤマサチ 1960 鹿毛                                  | 母の父トサミドリ 1946 鹿毛                             | *フリツパンシー                                        | Slip                       |                  |
| 母 ヤマサチ 1960 鹿毛                                  | 母の母第弐ヒマラヤ 1947 黒鹿毛                         | ミネオカ                                               | *ダイオライト              | *ダイオライト    |
| 母 ヤマサチ 1960 鹿毛                                  | 母の母第弐ヒマラヤ 1947 黒鹿毛                         | ミネオカ                                               | 月丘                       |                  |
| 母 ヤマサチ 1960 鹿毛                                  | 母の母第弐ヒマラヤ 1947 黒鹿毛                         | ヒマラヤ                                               | *ステーツマン              | *ステーツマン    |
| 母 ヤマサチ 1960 鹿毛                                  | 母の母第弐ヒマラヤ 1947 黒鹿毛                         | ヒマラヤ                                               | 第貮デヴオーニア F-No.10-d |                  |

モンタヴァルを父に持つ半兄モンタルビーは1971年秋の阪神障害ステークス3着馬。ミシアーフを父に持つ半弟のヤマニンミノルは1978年の京阪杯2着馬で、たびたび本馬と同じ競走に出走することがあった。